# Luis Sáenz Peña
Luis Sáenz Peña Dávila (Buenos Aires, 2 d'abril del 1822 - Buenos Aires, 4 de desembre del 1907) fou un advocat, polític, president de l'Argentina entre els anys 1892 i 1895 (any en què fou forçat a dimitir del seu càrrec) i pare del també president argentí Roque Sáenz Peña.